# Küçük Menderes
 For alternative betydninger, se Mæander (flertydig). (Se også artikler, som begynder med Mæander)
"Küçük Menderes" (tyrkisk Küçük Menderes, græsk Κάϋστρος (heraf de alternative betegnelser Kaystrios, Kaystros), i oldtidshistorisk sammenhæng også Den lille mæander) er en større flod i lilleasien Den har været navngivet i hvert fald siden antikken. "Den store Mæander" udmundede i det Ægæiske hav ved oldtidsbyen Efesos.
"Den store Mæander" og "den lille Mæander" havde det slyngede forløb, som ordet mæander sandsynligvis stammer fra.
37°57′28″N 27°15′49″Ø / 37.9578°N 27.2635°Ø